# غساسة

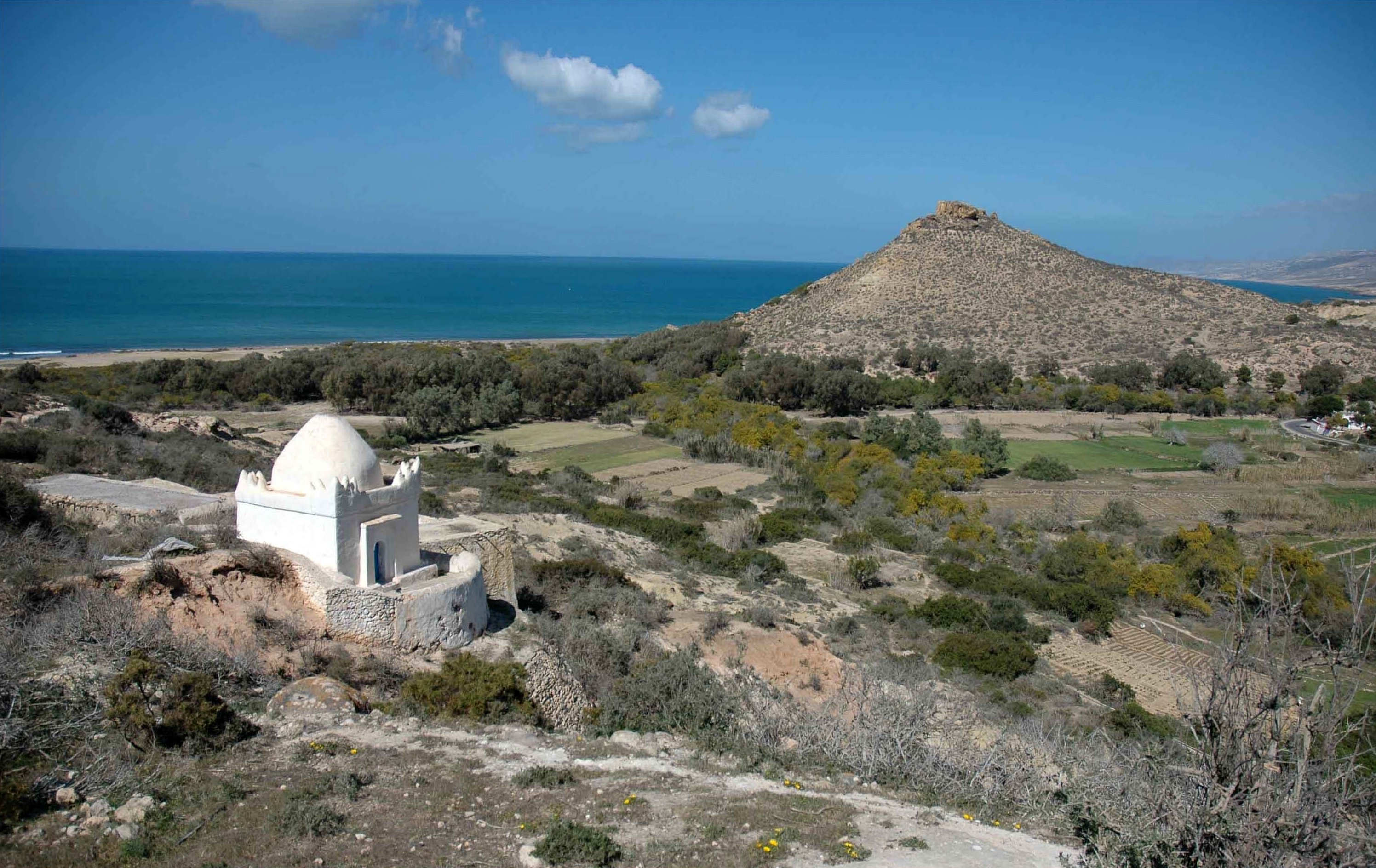
سيدي مسعود وتلة غساسة.

غسّاسة أو الكدية البيضاء: مدينة أثرية تقع في إقليم الناظور شمال المغرب، حوالي 20 كم شمال غرب مدينة الناظور، وتقع على الساحل الغربي لشبه جزيرة رأس الشوكات الثلاث، على بعد حوالي 18 كم من مليلية. نعلم من خلال أبو عبيد البكري أن غساسة كانت ضمن إمارة نكور.
تعطي النصوص العربية هذه البلدة اسم غساسة، وهي اسم قبيلة قديمة من قبائل نفزاوة كما ذكر ابن حزم وابن خلدون. واسم الكدية البيضاء، أي التل الابيض ، ومنها جاء اسماها الأسبانيان كساسة وألوديا. ولا يزال الساحل يحمل اسم إيكساسة، وترى حتى اليوم بقايا المدينة على الساحل الغربي من شبه جزيرة الشوكات الثلاث، اوتريس فوركاس ، بالاسبانية، على مسافة عشرة اميال غرب مليلة.
وعنها يقول ليون الإفريقي:«غساسة، تبعد هذه المدينة مسافة عشرين ميلا عن مليّلة. وقد كانت حصينة جدا ومحاطة بأسوار متينة. ولهذه المدينة ميناء طيب. وكان من عادة سفن البنادقة أن تقصد هذه المدينة وتبرم صفقات تجارية هامة مع أهل فاس. وكانت هذه التجارة تدر كثيرا من الأرباح. وشاء سوء طالع هذه المدينة ان ملك فاس كان يواجه حينئذ في بداية حكمه مشكلات خطيرة مع أحد أبناء عمومته ، ومواجهته لهذه المشكلات قد قيدت حركته. وقد انتهز فرناندو ملك أسبانيا هذه الفرصة. فوضع مشروعا لاحتلال غساسة. وتم له الاستيلاء عليها بأيسر سبيل ، لأن ملك فاس ، وهو مشغول بمشكلاته السابق ذكرها ، لم يستطع أن ينجد المدينة ولأن سكانها هربوا قبل أن تسقط».
خلال القرن الخامس عشر، كانت غساسة في تجارة مع بلنسية، وخاصة في المصنوعات الشمعية والجلود. وبميناء غساسة نزل أبو عبد الله محمد الثالث عشر، آخر ملوك بنو نصر، بعد مغادرته غرناطة إثر سقوطها سنة 1493. وبعد سنوات من سقوط مدينة مليلة، تحولت أنظار الإسبان إلى غساسة فتمكنوا من احتلالها سنة 1506 من الدولة الوطاسية، بقيادة خوان ألفونسو بيريز دي غوزمان، الدوق الثالث لمدينة سيدونيا، إلا أن الإسبان فقدوا السيطرة على غساسة عام 1533. ولكنها خربت بعد ذلك نظرا لوجود التهديد المسيحي الإسباني الدائم، ولقلة مداخيل الميناء، وما زالت آثارها مرئية اليوم.
ورغم أنها كانت موضوع حفائر أركيولوجية أنجزها الأب "فيطا" و"فرنانديث دي كاسترو"، خلال أربعينات القرن العشرين الميلادي، توج ذلك فرنانديث دي كاسترو بنشر كتاب حول تاريخها، إلا أنها لا تتوفر تصاميم واضحة لمعالم المدينة. وكل ما تبقى من المدينة هو جدار إحاطة مختلط، تم بناؤه بالطابية، ويبلغ طوله حوالي 200 متر وعرضه يتراوح بين 60م و140م.